# 86 (сленг)
86 або eighty-six (вісімдесят шість) — сленговий термін в американській англійській мові, який використовується у значенні позбавлення від когось або чогось. Етимологія невідома, але, ймовірно, термін з'явився у 1920-х або 1930-х роках.
У 1970-х роках значення терміну розширилося, ставши значити також вбивство тієї чи іншої людини.

## Етимологія

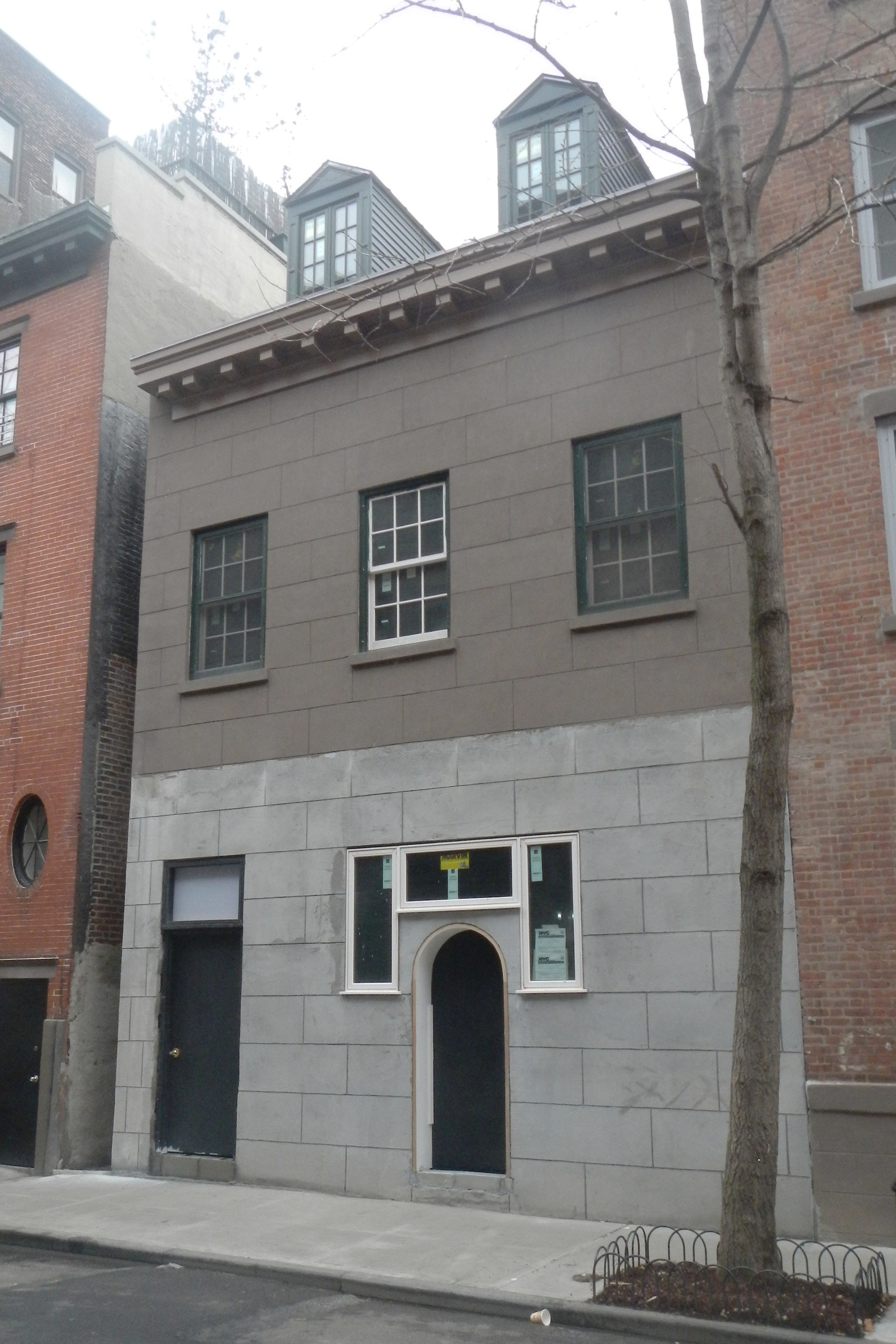
Адреса бара «Chumley's» — Бедфорд-стріт, 86 — одна з версій походження цього терміна.

Існує багато теорій щодо походження цього терміна, але жодна з них не є достовірною. Схоже, що воно виникло у 1920-х або 1930-х роках. Можливі джерела походження включають:
- Рима[en] для слова «nix» (амер. англ. «нічого», «ніскільки»)[2].
- Жаргон, який використовують продавці газованої води (так звані «soda jerks»[en]). Волтер Вінчелл писав про це в 1933 році у своїй колонці «На Бродвеї»[3]. Наприклад, числовий код «13» означав, що поруч начальник, «81» — склянку води, «86» — що товар повністю закінчився[4]. Професор Гарольд Бентлі з Колумбійського університету, що вивчав цей жаргон, згадує і про інші числові коди: наприклад, «95» означає, що клієнт намагається піти, не сплативши[5].
- Письменник Джеф Кляйн висунув теорію, що джерелом був бар Chumley's[en] за адресою Бедфорд-стріт, 86, у Вест-Вілледж, Нижній Мангеттен. У книзі «Історія та розповіді про найкращі бари Нью-Йорка» (англ. The History and Stories of the Best Bars of New York він пише, що під час сухого закону поліція телефонувала до бару, попереджаючи, що буде здійснювати рейд. Бармен казав п'яним клієнтам «86», що значило, що вони мають вийти через двері бару, що виходять на Бедфорд-стріт, 86 (поліція приходила до іншого входу, що веде на Памела-Корт)[6].

## Використання
Згідно з більшістю американських сленгових словників кінця 20-го століття, термін «вісімдесят шість» спочатку використовувався в ресторанах і барах. Його часто використовують у сфері громадського харчування для позначення того, що той чи інший товар закінчився або стосовно осіб, яким не бажано перебувати в приміщенні.
Згідно з онлайн-словником Мерріам-Вебстер, це означає «відмовити (клієнту) в обслуговуванні», «позбутися» або «викинути» когось або щось.
Згідно з Оксфордським словником, вираз «86» можна використовувати як іменник і як дієслово. Як іменник, у ресторанах і барах це вираз, що вказує на те, що запас товару вичерпано, клієнта не обслугували або клієнта, якому треба відмовити в обслуговуванні. Як перехідне дієслово, похідне від іменника, воно означає «вигнати особу з приміщення (або не пускати); відхилити або покинути». Цей словник наводить приклади використання терміну з 1933 по 1981 рік
Згідно зі сленговим словником Касселла, «to 86» також означає вбивство, страту тощо. Ймовірно, мається на увазі розмір стандартної могили, який становить 2,5 фути завширшки, 8 футів завдовжки та 6 футів завглибшки. Інші словники сленгу підтверджують це визначення.
Військовослужбовці можуть неофіційно використовувати термін «86» для позначення втрати обладнання (наприклад, «That old radio got 86'd»; «Ця стара рація зламалася») або скасування плану чи місії (наприклад, «The op was 86'd due to bad weather»; «Операція була перервана через погану погоду»). Це не офіційний термін у військовій доктрині чи посібниках, але він є частиною неофіційного жаргону.

## У масовій культурі

### Музика
- У пісні 1947 року «Boogie Woogie Blue Plate» Луї Джордана[en] та його гурту Tympany Five[en] використовується жаргон, пов'язаний з газованою водою, наприклад, «86 on the cherry pie» («вишневі пироги закінчилися»)[13].

- Пісня «86» гурту Green Day 1995 року розповідає про те, як гурт відкинула панк-рок спільнота, коли він почали досягати комерційного успіху[14][15].

### Кіно і телесеріали
- Від цього терміна походить кодовий номер Агента 86 Максвелла Кмітливого з телешоу 1960-х років «Get Smart»[en][7][16] (в українській локалізації йшов під назвою «Шпигунські пристрасті»).
- У фільмі «Лють» 2014 року, приблизно на 85-й хвилині, старший сержант Дон Колльєр (зіграв Бред Пітт) після невдалої спроби запустити рацію каже: «Radio's eighty six» (щось на кшталт «Рація здохла»).
- У фільмі «Кандидат»[en] (1972) медіа-консультант каже персонажу Роберта Редфорда: «Гаразд, для початку потрібно підстригти вам волосся і прибрати ці бакенбарди» (англ. OK, now, for starters, we got to cut your hair and eighty-six the sideburns).

### Політика
- Колишній директор ФБР Джеймс Комі опублікував в Instagram фотографію, на якій видно викладене з мушель число 8647. Критики зрозуміли це як завуальовану погрозу на адресу 47-го президента США Дональда Трампа. На тлі суперечки Комі пізніше видалив публікацію[19].